# 西川研一
西川 研一（にしかわ けんいち、1970年10月12日 - ）は、日本の弁護士（60期）。弁護士法人・響 代表。

## 経歴・人物
京都府生まれ。
高校時代に社会問題になっていた過労死・過労自殺問題がきっかけで弁護士を志す。
1994年3月、立命館大学法学部法学科卒業。2005年11月、司法試験合格。2007年愛知県弁護士会登録。2011年大阪弁護士会登録換。2016年第二東京弁護士会登録換。
2つの法律事務所勤務を経て、2014年4月、弁護士法人・響設立。「人権型ロー・ファーム」として社会的活動を事業として進めていき、日本で唯一のビジネスモデルを築き上げる。弁護団長を務めた「SAVE THE NOON訴訟」では、無罪判決を勝ち取り、最高裁で確定。風俗営業等の規制及び業務の適正化等に関する法律改正にも尽力。また地方公務員災害補償基金を相手に、過労焼身自殺をした市バス運転手の公務災害認定訴訟で逆転勝訴判決を勝ち取る。2020年4月、第二東京弁護士会の副会長に就任。
好きな言葉は『未来を信じ、未来に生きる』。趣味は音楽鑑賞（ソウル、ジャズ、ボサノヴァ）、クルマなど乗り物全般、映画鑑賞、宇宙論。法律に関するコメンテーターとしてテレビ・新聞・雑誌などに登場することも多い。

## 著書・寄稿
2016年6月号 「自由と正義」『刑事訴訟における人権条項の活用 ～NOON訴訟を例として～』について
2017年3月号 「法学セミナー」
2017年11月　「【経営者ブック】めざそうホワイト企業 経営者のための労務管理改善マニュアル」共著：ホワイト弁護団

## 所属・参加団体
- 第二東京弁護士会（2020年4月〜 第二東京弁護士会 副会長に就任）
- 青年法律家協会
- 自由法曹団
- 日本環境法律家連盟
- 民主法律協会
- 普天間飛行場爆音差止訴訟弁護団
- 嘉手納基地爆音差止訴訟弁護団
- ホワイト弁護団
- SAVE THE NOON訴訟弁護団団長 ※弁護団は事件終了のため解散
- Let's DANCE法律家の会事務局長 ※活動休眠中

他

## メディア出演・掲載
- フジテレビ「バイキング」※レギュラー出演
- フジテレビ「直撃LIVEグッディ！」
- フジテレビ「とくダネ！」
- フジテレビ「ノンストップ！」
- フジテレビ「報道プライムサンデー」
- フジテレビ「ザ・ノンフィクション」
- フジテレビ「村上マヨネーズのツッコませて頂きます！」
- TBS「ビビット」
- TBS「新・情報7daysニュースキャスター」
- TBS「NEWS23」
- テレビ朝日「グッド！モーニング」
- テレビ朝日「中居正広のミになる図書館」
- テレビ朝日「キスマイ魔ジック」
- NHK「学校再発見バラエティー あほやねん すきやねん」
- テレビ東京系「ソレダメ!〜あなたの常識は非常識!?〜スペシャル」
- BSテレ東「家族のSOS!みんなのお悩み相談所」
- AbemaTV「Abema Prime」

文化放送、読売新聞、朝日新聞、産経新聞、毎日新聞、東京新聞、日本経済新聞、日刊ゲンダイ、サンケイスポーツ、デイリースポーツ、東京スポーツ、週刊文春、週刊女性、FRIDAY、J-CASTニュース、日刊大衆、Buzz Feed NEWSなど、他多数